# Museo Arqueológico Benahoarita

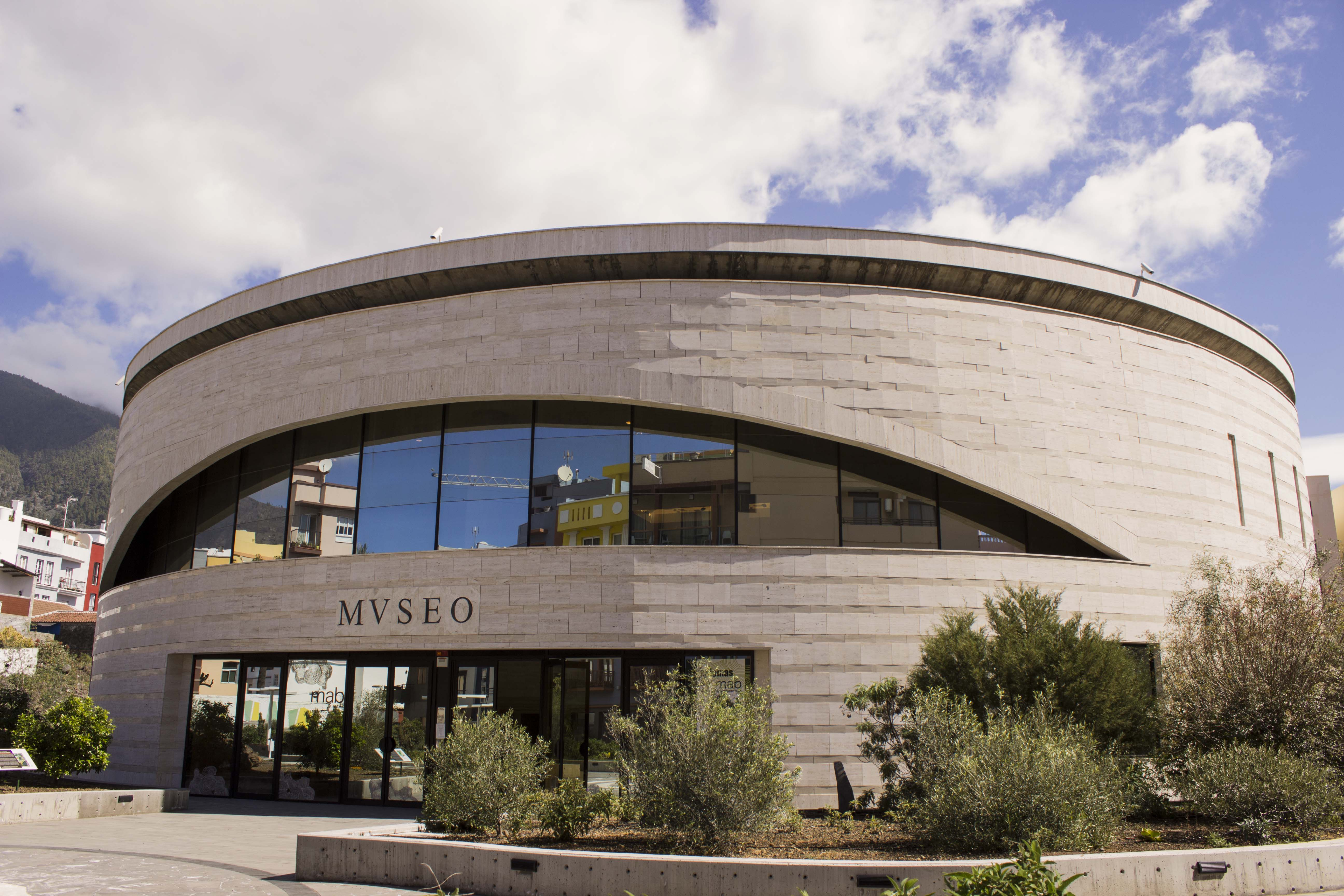
Eingangsseite des Museo Arqueológico Benahoarita

Das Museo Arqueológico Benahoarita (MAB) in Los Llanos de Aridane auf der Insel La Palma ist ein archäologisches Museum, das sich mit der Geschichte und der Kultur der Ureinwohner der Insel, der Benahoaritas, befasst.

## Geschichte des Museums
Das Museo Arqueológico Benahoarita wurde 2007 vom Cabildo Insular de La Palma geschaffen, um auf der Insel La Palma die heute verschwundene Kultur der Benahoaritas, der Ureinwohner der Insel, besser bekannt zu machen, die archäologische Forschung über diese Kultur auf der Insel zu fördern und die von Zerstörung bedrohten historischen Überreste zu konservieren und der Öffentlichkeit zugänglich zu machen. Dazu wurden verschiedene z. T. private und bisher nicht für die Öffentlichkeit zugängliche Sammlungen zusammengefasst, um sie in einer ansprechenden Form zu präsentieren. Das Museum wendet sich nicht nur an die Einwohner La Palmas, sondern auch an Touristen, die mehr als 60 % der Besucher ausmachen. Die Informationen werden sowohl in kastilischer als auch in englischer Sprache angeboten.
Die Bestände des MAB stammen zu einem großen Teil aus dem Besitz der „Sociedad la Cosmológica“, einem 1881 gegründeten Verein, der im Lauf seines Bestehens eine große Zahl von archäologischen Fundstücken an seinem Vereinssitz sammelte. Drei umfangreiche private Sammlungen und eine große Anzahl von Einzelstücken wurden dem Museum bei seiner Gründung überlassen. Dazu kamen Ergebnisse von Ausgrabungen auf La Palma, die in der Abteilung Archäologie der Universität La Laguna und den Außenstellen des Nationalparks Caldera de Taburiente gelagert waren. Da die Fundorte und Fundumstände eines großen Teils der gesammelten Gegenstände nicht bekannt sind, mussten sie bei der Übernahme durch das Museum nach wissenschaftlichen Kriterien erfasst und bewertet werden. Das Museum hat im Lauf seines Bestehens eine große Anzahl von archäologischen Fundstücken erhalten, die nicht immer aus legalen Grabungen stammten.

## Gebäude
Das MAB befindet sich in der Innenstadt von Los Llanos de Aridane in einem für diesen Zweck errichteten Gebäude, das 2001 von dem Architekten Antonio Gregory Garritano Pérez entworfen wurde. Die Bauarbeiten begannen im Jahr 2002. Am 30. April 2007 wurde das Museo Arqueológico Benahoarita eröffnet.
Das Gebäude hat einen kreisförmigen Grundriss. Im Untergeschoss sind Lagerräume und die Räume für die Versorgung. Das Erdgeschoss ist symmetrisch in zwei Teile geteilt, zwischen denen ein Saal liegt, der bei Konferenzen, Theateraufführungen oder Konzerten 178 Personen Platz bietet. Er kann als Zusatzfläche für Sonderausstellungen genutzt werden. Im Nordteil liegen der Verwaltungsbereich und die Bibliothek sowie eine Fläche für Sonderausstellungen. Im Südteil befinden sich der Empfang, die Restaurationswerkstätten und ein Raum für Kurse (Workshops). Im Obergeschoss befindet sich auf einer Grundfläche von 900 m² die Dauerausstellung.

## Dauerausstellung

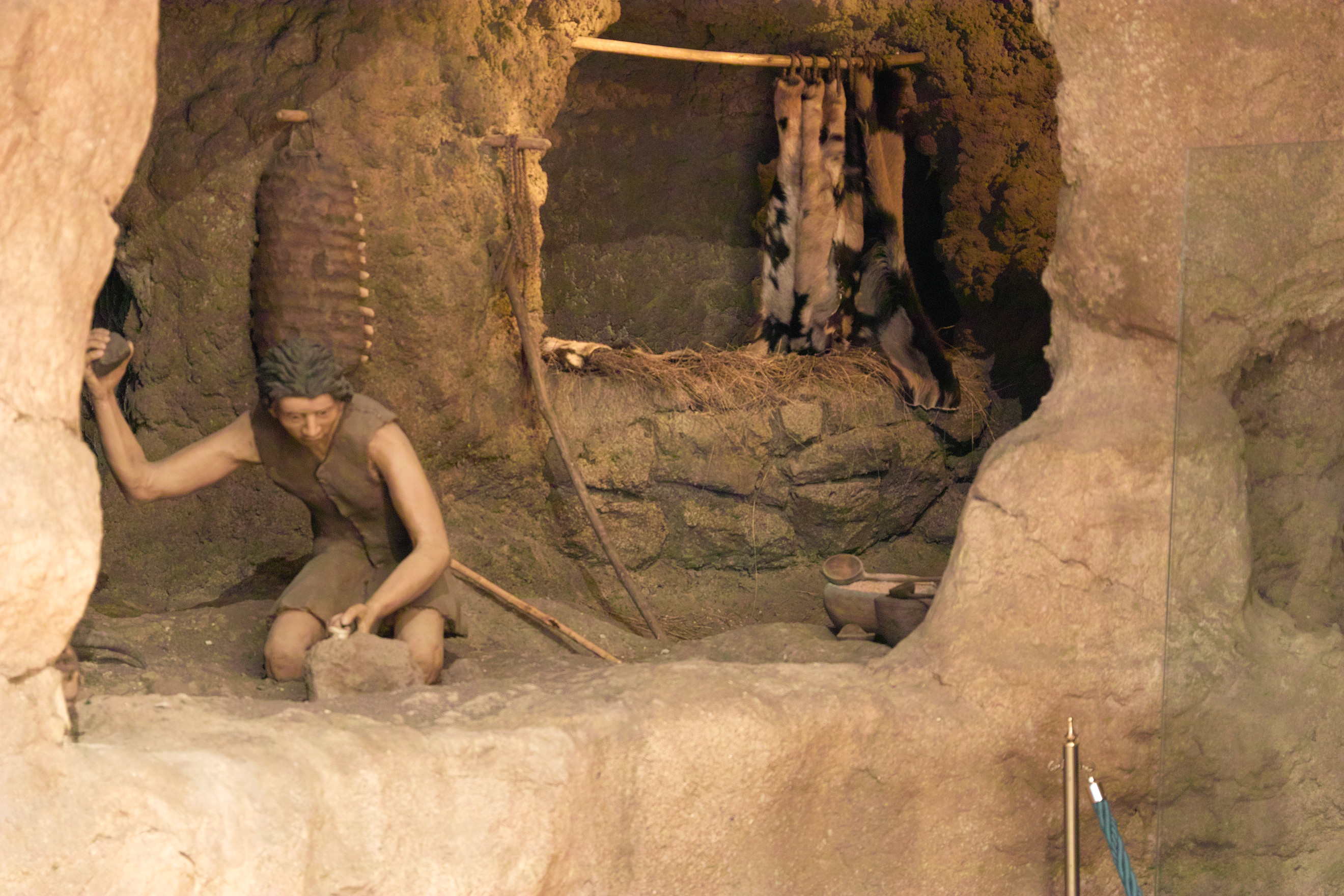
Nachbildung einer Hütte der Benahoaritas

Die Dauerausstellung gibt einen Überblick über die Kultur der Benahoaritas. Die große Mehrheit der ausgestellten Stücke sind Originale. Durch die Verwendung von Nachbildungen, Modellen, Fotografien, audiovisuellen Vorführungen, Leuchttafeln, Schaubildern, Zeichnungen usw. wird die Darstellung für den Betrachter verständlicher und unterhaltender.
Der Rundgang beginnt mit einer audiovisuellen Vorführung, die dazu dient, eine Einführung in alle Themen zu geben, die im Lauf des Rundganges vertieft werden.
Die Fragen nach der Herkunft der Benahoaritas, nach dem Zeitpunkt ihrer Ankunft auf der Insel, ihrer gesellschaftlichen Organisation und der politischen Teilhabe werden in einer audiovisuellen Montage behandelt, die auf einen runden Tisch projiziert wird.
Auf verschiedenen Leuchttafeln wird der Lebensraum der 12 Herrschaftsgebiete dargestellt, in die die Insel am Ende des 15. Jahrhunderts zur Zeit der Eroberung aufgeteilt war. Auf den Tafeln werden auch durch Fotografien und Zeichnungen Informationen über ersten Siedlungen in den einzelnen Gebieten der Insel geliefert. Diese Informationen werden vervollständigt durch die Nachbildung von drei Hütten aus dem Dorf im Barranco de Las Ovejas (El Paso) in Originalgröße.
Die Benahoaritas hatten eine Wirtschaft, die sich auf die Hirtentätigkeit stützte, wenngleich sie auch Landwirtschaft und ergänzende Tätigkeiten wie das Sammeln von Pflanzen, den Fang von Vögeln, den Fischfang und das Ernten von Meeresfrüchten betrieben. Diese Vielfalt wird dargestellt auf Informationstafeln sowie durch einige audiovisuellen Darstellungen. Der Viehbestand setzte sich aus Ziegen, Schafen und Schweinen zusammen.
Die Gegenstände des täglichen Gebrauchs werden in einer großen Anzahl von Originalstücken vorgestellt. Die Benahoaritas fertigten aus Basalt und Obsidian eine große Vielfalt von Gegenständen an, die zum Mahlen, Zerkleinern, Schneiden, Schaben und Polieren dienten. Gegenstände aus Knochen, Fell, Pflanzenfasern und Holz waren ebenso von großer Bedeutung. Die Benahoaritas liebten es, sich mit allen Arten von Perlenhalsketten und Anhängern aus Stein, Seemuscheln, Holz und vor allem Knochen zu schmücken.
Die kunstvollen Keramikgegenstände, von denen hunderte von Beispielen ausgestellt werden, sind von besonderer Bedeutung, weil durch sie die Zeit zwischen der ersten Besiedlung der Insel bis zur Zeit der Eroberung im 15. Jahrhundert in vier Abschnitte mit verschiedenen Unterabschnitten unterteilt werden kann. Das ist aufgrund der unterschiedlichen Formen und Dekorationen der Fundstücke, in denen sich ein eindeutiger Stilwandel verfolgen lässt möglich.
Am Ende des Rundganges werden die Bestattungsbräuche der Benahoaritas u. a. durch die Nachbildung einer Beisetzungshöhle und der Ausstellung der Mumie des Barranco El Espigón dargestellt.

## Aktivitäten
Das Museum hat bisher eine Reihe von Sonderausstellungen wie z. B. die zur Ernährung der Benahoritas vom 12. April bis zum 27. Mai 2017 durchgeführt. Diese wurden begleitet von Vorträgen und besonderen Veranstaltungen für Kinder und Jugendliche.
Die öffentlichen Veranstaltungen umfassen die Organisation von Seminaren, Tagungen und Gesprächen, an denen auch international bekannte Archäologen teilnehmen.
Das MAB nimmt an verschiedenen regionalen, nationalen und internationalen Forschungsprojekten und nahezu allen archäologischen Ausgrabungen auf der Insel La Palma teil.